# Progreso (Atotonilco de Tula)
Progreso es una localidad de México perteneciente al municipio de Atotonilco de Tula en el estado de Hidalgo.

## Geografía
Se encuentra en la región del Valle del Mezquital, a la localidad le corresponden las coordenadas geográficas 20° 1’ 11.435” de latitud norte y 99° 14’ 18.768” de longitud oeste, con una altitud de 2148 m s. n. m. Se encuentra a una distancia aproximada de 3.59 kilómetros al noroeste de la cabecera municipal, Atotonilco de Tula.
En cuanto a fisiografía se encuentra dentro de la provincia de la Eje Neovolcánico dentro de la subprovincia de Llanuras y Sierras de Querétaro e Hidalgo; su terreno es de lomerío. En lo que respecta a la hidrografía se encuentra posicionado en la región Panuco, dentro de la cuenca del río Moctezuma, en la subcuenca del río Salado. Cuenta con un clima semiseco templado.

## Demografía
En 2020 registró una población de 3310 personas, lo que corresponde al 5.30 % de la población municipal. De los cuales 1632 son hombres y 1678 son mujeres. Tiene 872 viviendas particulares habitadas.
| Gráfica de evolución demográfica de Progreso entre 1900 y 2020                               |
|                                                                                              |
| Población de los censos y conteos del Instituto Nacional de Estadística y Geografía (INEGI). |

## Economía
La localidad tiene un grado de marginación muy bajo y un grado de rezago social muy bajo.